# Sigean
Sigean (oc. Sijan) è un comune francese di 5 451 abitanti situato nel dipartimento dell'Aude nella regione dell'Occitania.

## Società

### Evoluzione demografica
Abitanti censiti